# Брукс, Хэйзел
Хэйзел Брукс (англ. Hazel Brooks; 8 сентября 1924 года, Кейптаун, Южная Африка — 18 сентября 2002 года, Лос-Анджелес, Калифорния) — американская актриса.
Родившись в Кейптауне, Южная Африка, она выросла в США и в 1943 году, в возрасте 18 лет, подписала контракт с киностудией MGM. Выступая под своим именем, она с успехом снялась в ряде картин студии, кульминацией её актёрской карьеры стала главная роль в фильме 1947 года «Тело и душа» с Джоном Гарфилдом.
Это событие привлекло к актрисе почти столько же внимания как и её замужество в 1944 году, когда она в возрасте 19 лет, вышла замуж за давнего руководителя легендарного художественного отдела студии, Седрика Гиббонса, которому на тот период было 51 год. Хотя брак вызвал много толков в прессе тех лет, он оказался крепким и длился до смерти Гиббонса в 1960 году.
Брукс впоследствии вышла замуж за доктора Рекса Росса, хирурга и основателя сосудистой клиники в Голливуде. Доктор Росс умер в 1999 году.
Брукс также занималась фотографией и работала в ряде благотворительных детских организациях.
После ряда эпизодических ролей в кино, она снялась в главной роли в фильме «Тело и душа» (1951) потом последовали «Триумфальная арка» и «Спи, моя любовь» (1948) а также «The Basketball Fix» (1951) и «The I Don’t Care Girl» (1953).
Актриса умерла в 2002 году, в возрасте 78 лет, в жилом районе Бель-Эйр, в Лос-Анджелесе.